# Kölner Männer-Gesang-Verein
Der Kölner Männer-Gesang-Verein (KMGV) ist ein in Köln ansässiger Männerchor. Der Verein zählt aktuell etwa 600 Mitglieder, von denen ca. 180 aktive Sänger sind.

## Geschichte
Der Verein wurde am 27. April 1842 gegründet, erster Dirigent war der Kölner Domorganist Franz Weber (1805–1876), der den Chor bis zu seinem Tod leitete. Durch Königliche Kabinettsorder vom 13. Juni 1857 wurde der Verein als „Kunstanstalt für den deutschen Männergesang“ Rechtsperson. Der Verein hat somit den Status eines altrechtlichen Vereins. Im ersten Jahr seines Bestehens konzertierte der KMGV im Schloss Augustusburg zu Brühl vor Friedrich Wilhelm IV., dessen Gemahlin Elisabeth sowie zahlreichen Fürsten. Anlass war die Grundsteinlegung zum Weiterbau des Kölner Doms.

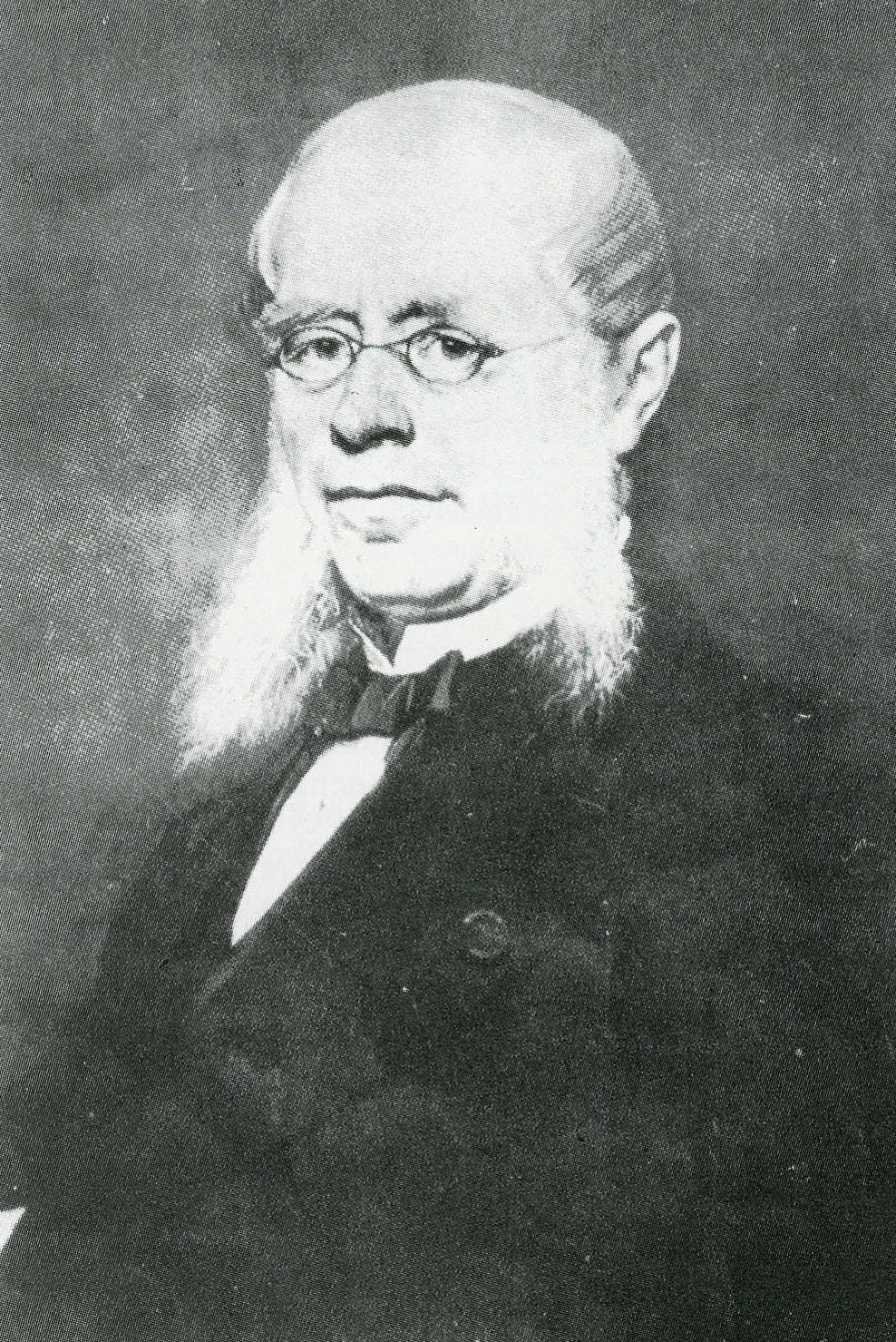
Thomas Braun, (1814–1906) Eines der zwölf Gründungsmitglieder des KMGV, gemalt durch Ernest Slingeneyer (1874).

Johann Thomas Braun (* Kommern 1814; † Brüssel 1906) ist einer der zwölf Gründer des Kölner Männer-Gesang-Verein. Zwei weitere Gründungsmitglieder, die Herren Sturm und Pütz, konnten mit ihm zusammen das fünfzigste Jahr des Bestehens des Vereins noch erleben und wurden zu diesem Anlass vom Haupt der Stadt Köln im Gürzenich offiziell empfangen und gelobt. Unter dem Motto „Durch das Schöne stets das Gute“ ersangen die aktiven Mitglieder des Vereins nahezu eine Million Euro für den Aufbau und die Erhaltung des Kölner Doms sowie weitere Mittel für zahlreiche gemeinnützige Zwecke.
1855 verlieh Friedrich Wilhelm IV. von Preußen dem Chor die große Medaille für Kunst und Wirtschaft. Eine Vielzahl von Auszeichnungen, darunter die von Wilhelm II. gestiftete „Kaiserkette“, belohnte den Chor für seine Leistungen. Überragende Persönlichkeiten des musikalischen Lebens bezeugten dem Verein Anerkennung und widmeten ihm eigene Werke. Zu ihnen gehören Johannes Brahms, Max Bruch, Charles Gounod, Franz Liszt, Felix Mendelssohn Bartholdy, Hans Pfitzner, Gioacchino Rossini, Friedrich Silcher, Richard Strauss sowie der Kölner Komponist Gerhard Jussenhoven.
Der KMGV unterhält als Vereinsheim die Wolkenburg, ein historisches Barockgebäude in Köln.

## Repertoire
Im Repertoire sind neben geistlicher Chormusik, schlichten Volksliedsätzen, größeren, meist oratorischen und konzertanten Chorwerken und Opernchören auch viele A-cappella-Chorwerke vertreten.
Eine der jüngsten Einstudierungen ist die Missa Dalmatica von Franz von Suppè, eine Messe in F-Dur von Franz von Suppè für Männerchor (Tenor I/II und Bass), Solisten (Tenor I/II und Bass) und Orgel.

## Auftritte
In seiner Heimatstadt ist der Verein regelmäßig mit seinen Konzerten in der Kölner Philharmonie und bei repräsentativen Feiern zu Gast.
Seit 2001 hat die musikalische Leitung Bernhard Steiner.

## BühnenspielgemeinschaftCäcilia Wolkenburg
Cäcilia Wolkenburg heißt die Bühnenspielgemeinschaft des KMGV. Sie gab 1874 ihre ersten Vorstellungen.
Während der Karnevalszeit führt die Bühnenspielgemeinschaft im Opernhaus der Stadt Köln ein Divertissementchen auf, eine ganz eigene Art von Musiktheater, das meistens ein Ereignis aus der Stadtgeschichte oder eine Vorlage aus der klassischen Literatur auf komisch-parodistische Weise darstellt.
Diese belustigenden Theaterstücke haben zwei Merkmale: Es wird darin ausschließlich auf Kölsch gesprochen und gesungen, ferner werden sämtliche Rollen, auch die der Frauen sowie die Balletttänzerinnen, von Männern dargestellt (Choreographie 1958–2007: Peter Schnitzler). Alle Mitspieler sind Laien.
Das Divertissementchen hat jedes Jahr über 30.000 Zuschauer und wird seit 1978 im WDR Fernsehen übertragen.
„Baas“ (Leiter) der Bühnenspielgemeinschaft ist Simon Wendring. Sein Vorgänger war bis 2024 der frühere Bonner Oberbürgermeister Jürgen Nimptsch. 
Fotos aus dem Divertissementchen 2006 „Jangk zom Deuvel“ (Geh zum Teufel), einer Parodie auf Goethes Faust I mit Bezug auf die Fußball-Weltmeisterschaft 2006 und die tragischen Versuche des 1. FC Köln endlich wieder einmal Deutscher Fußballmeister zu werden, wozu dessen Präsident einen Pakt mit dem Teufel eingeht:

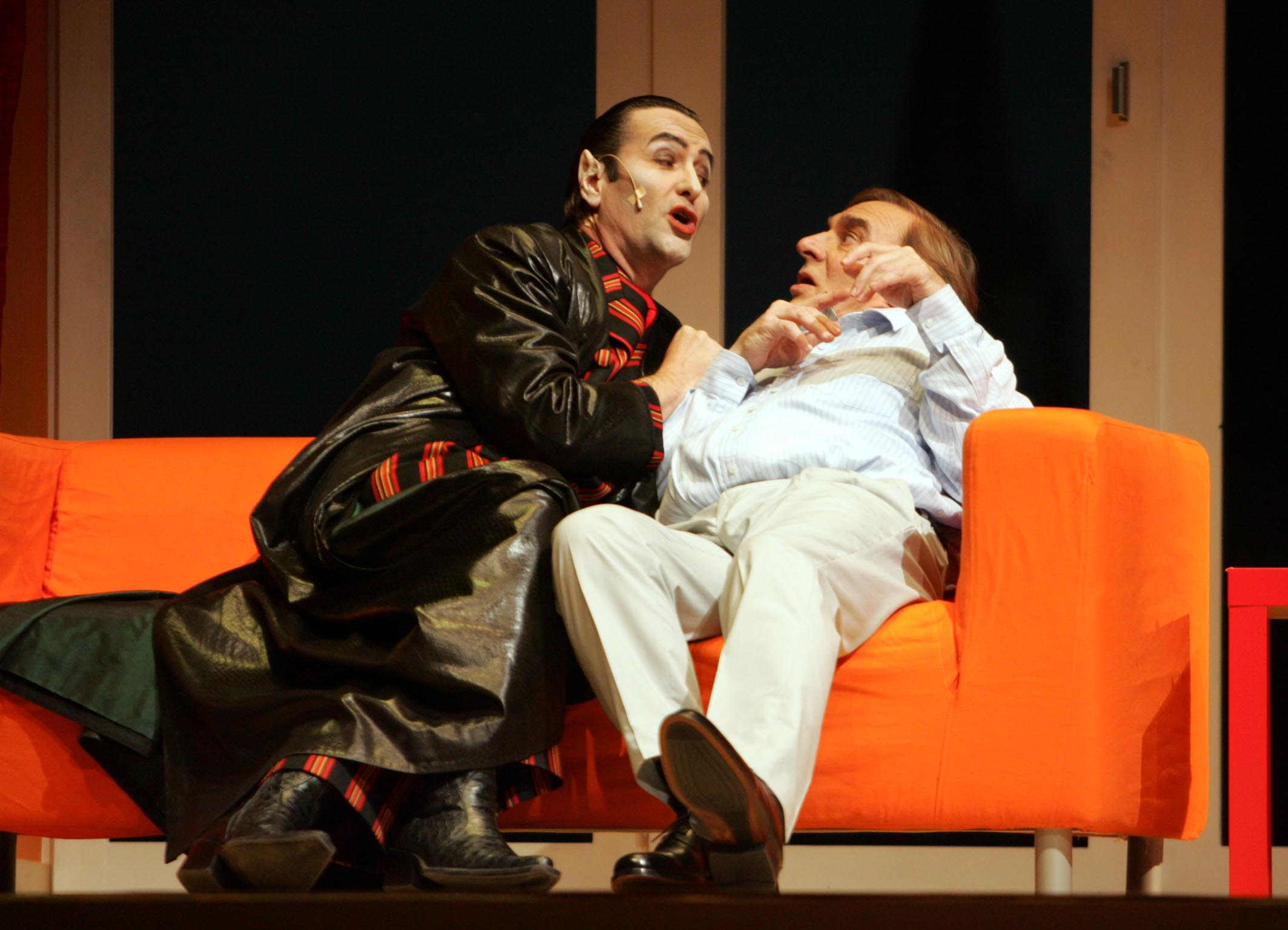
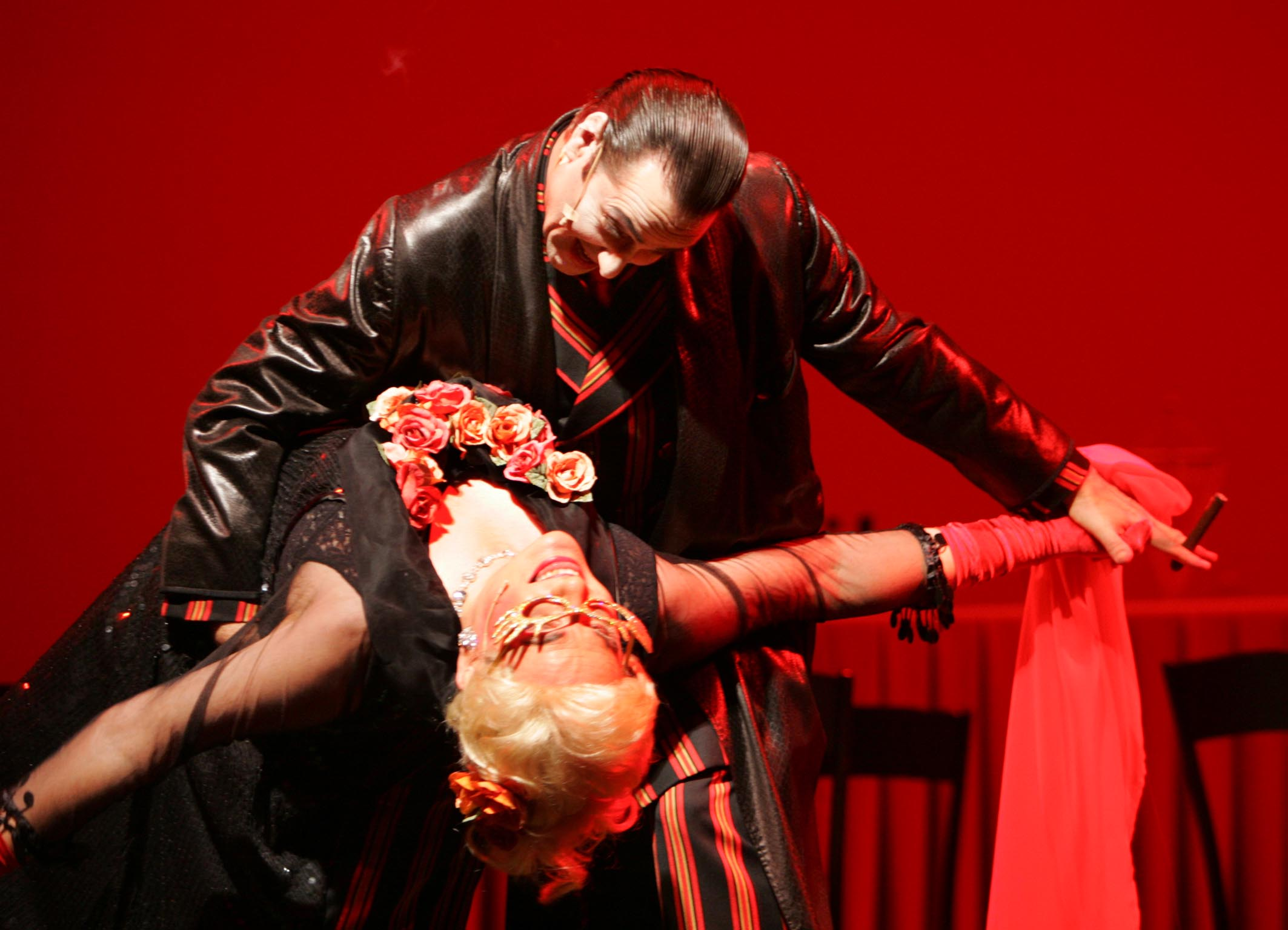
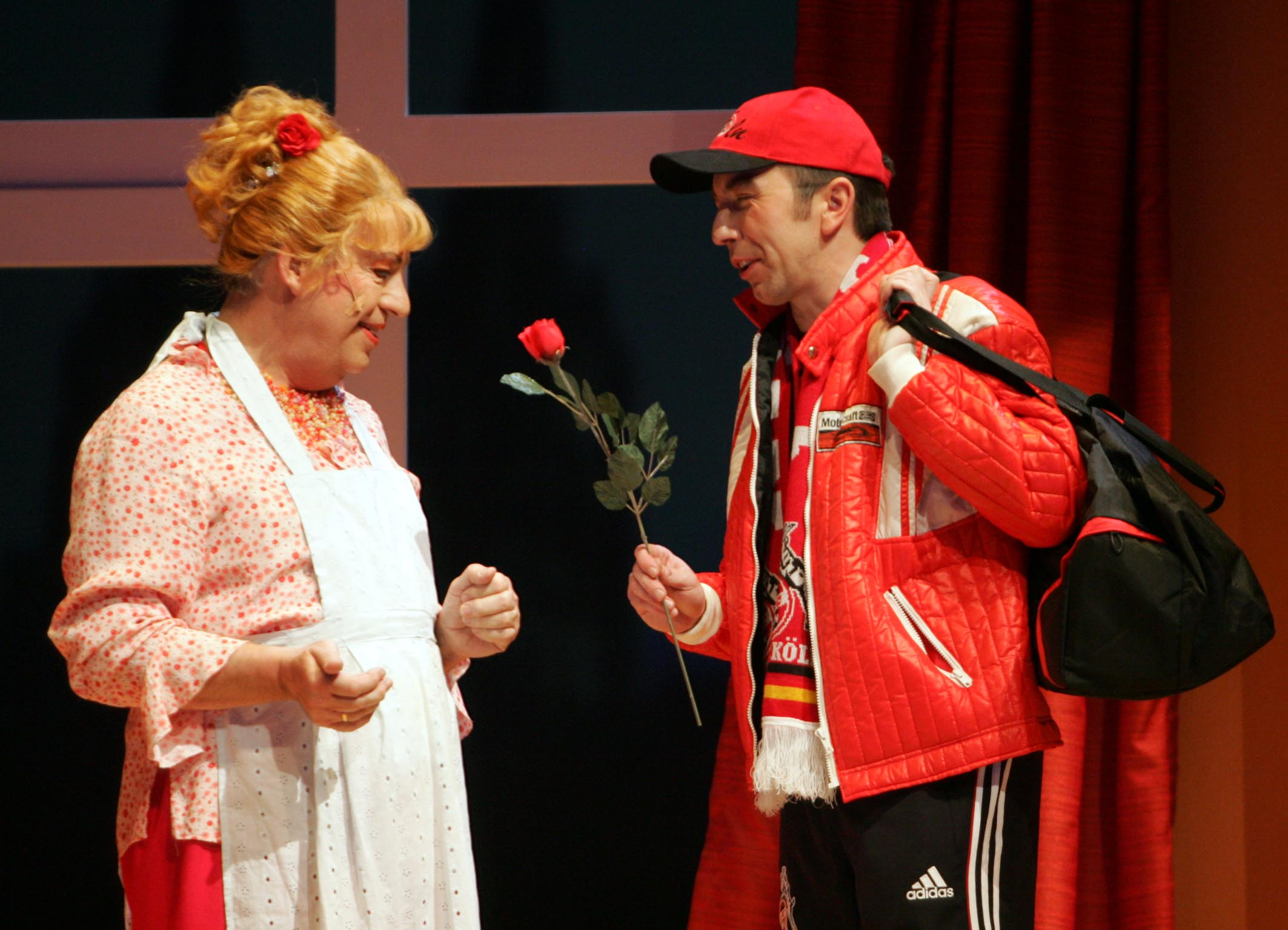
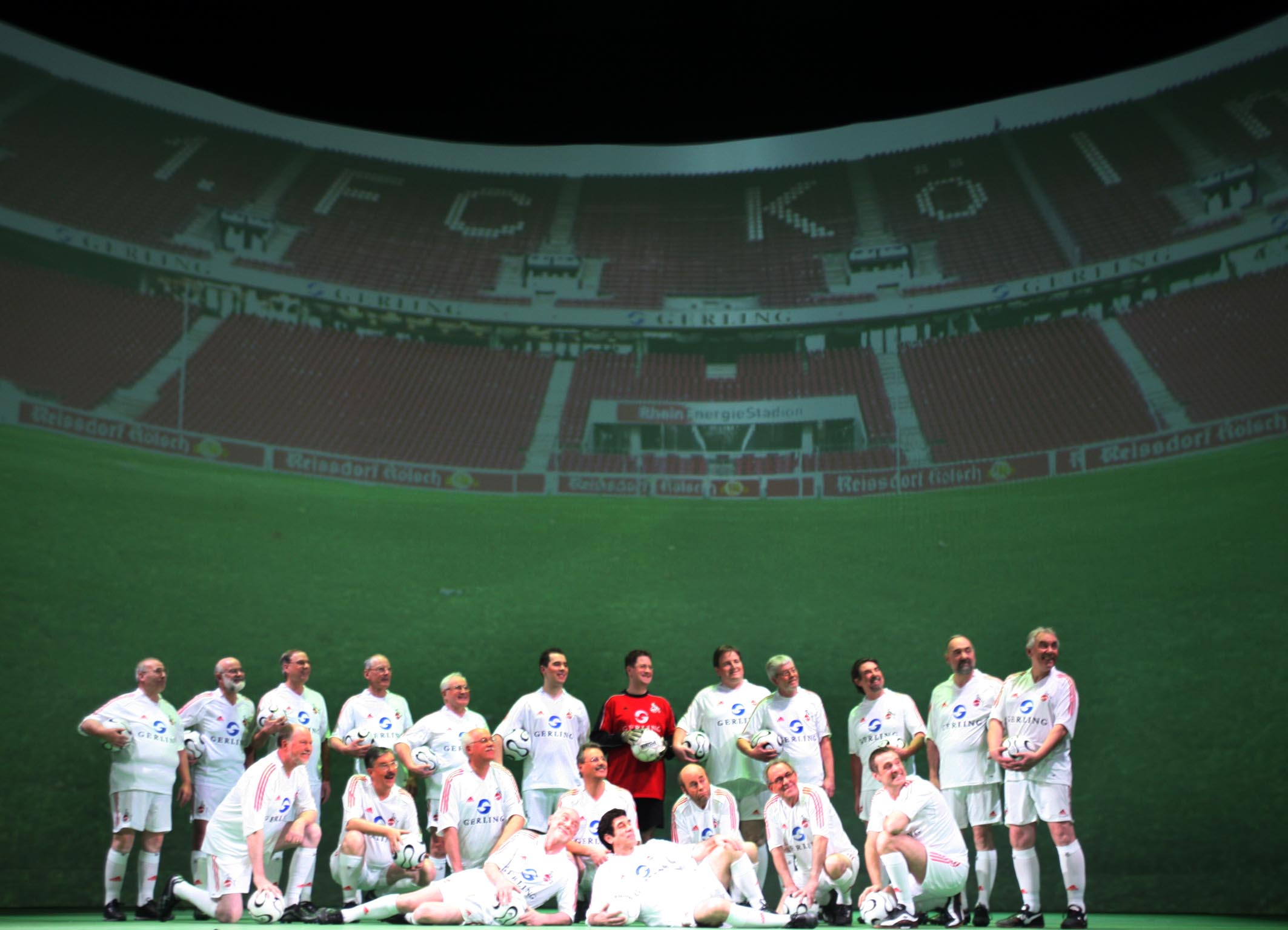
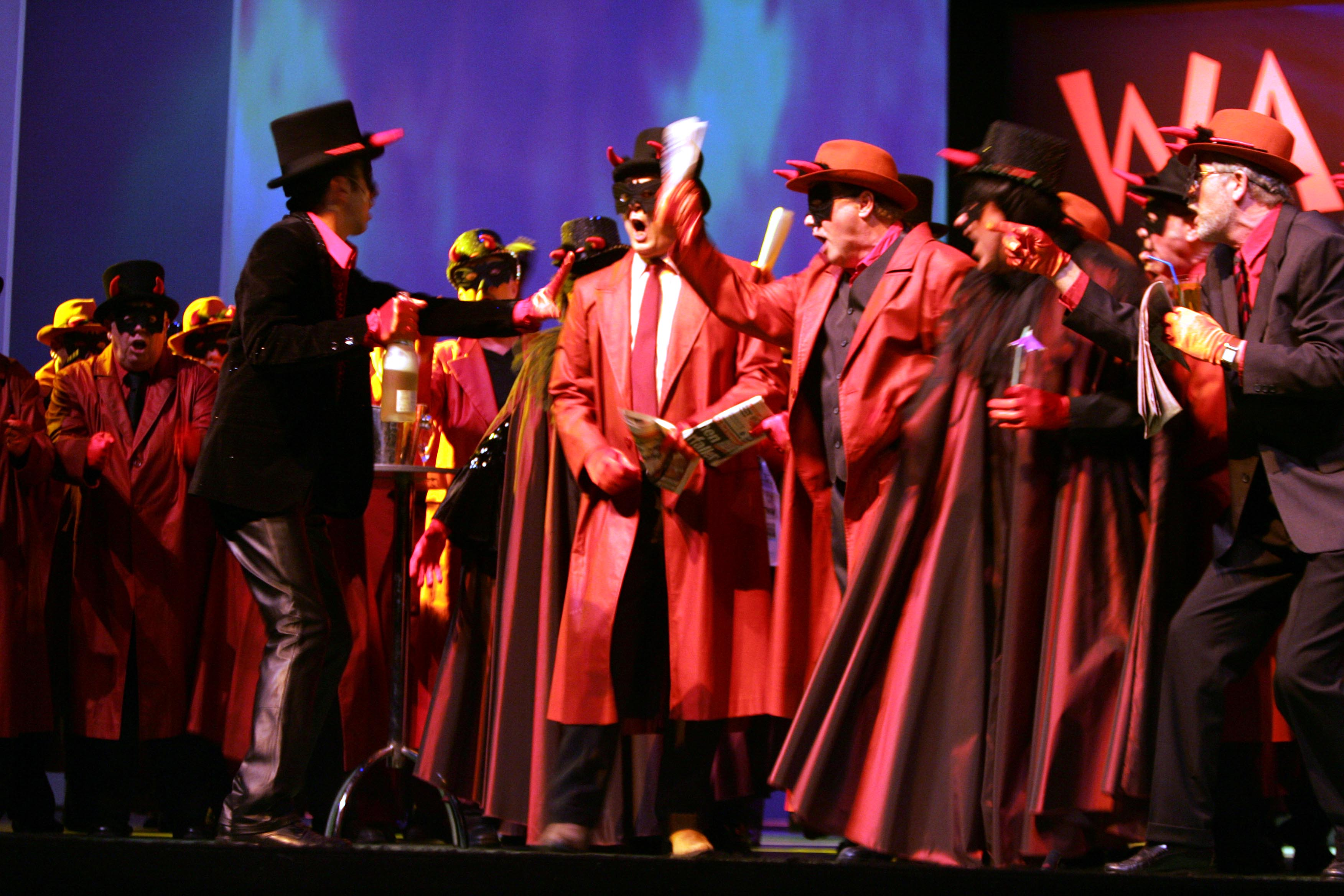
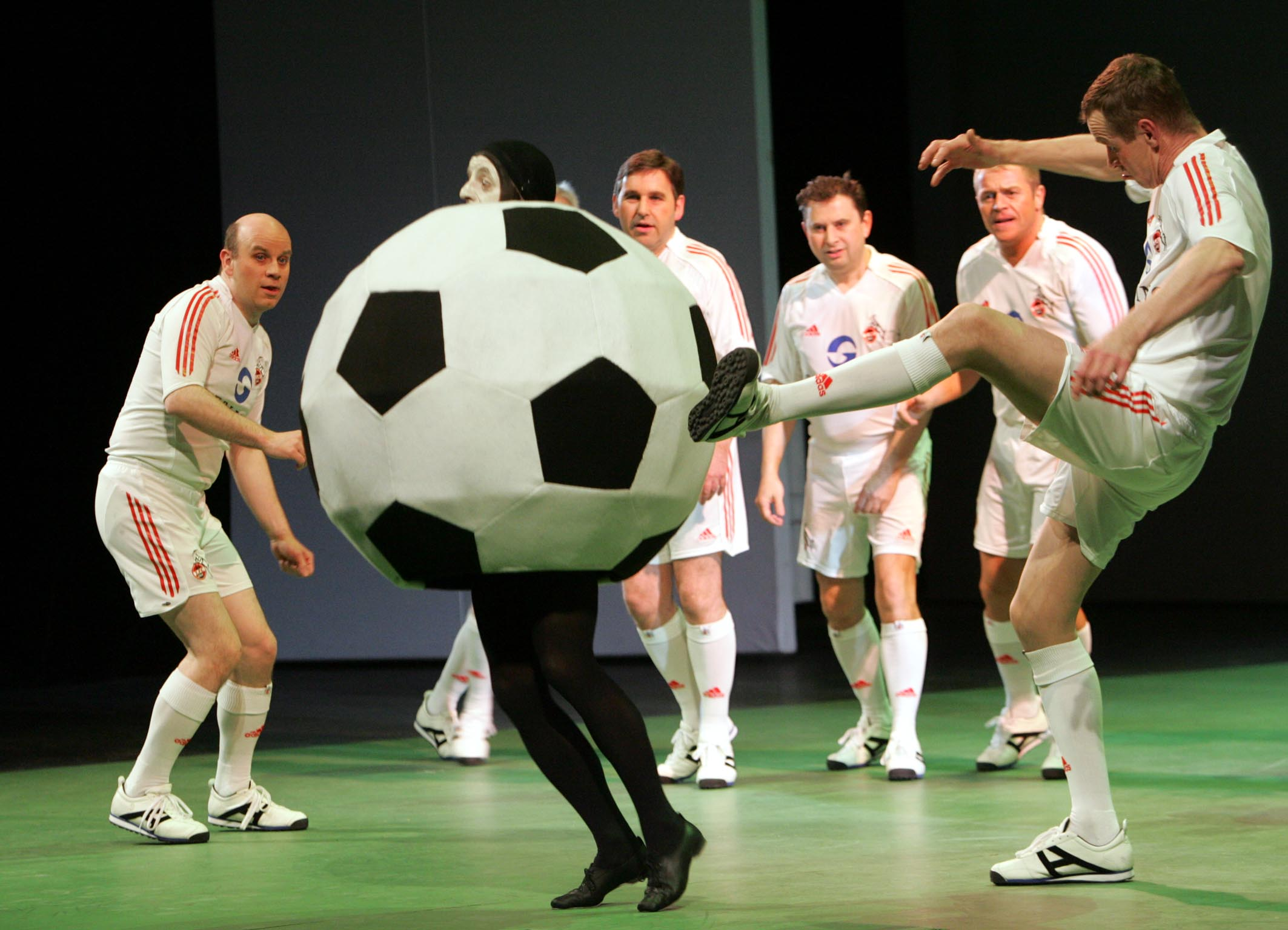
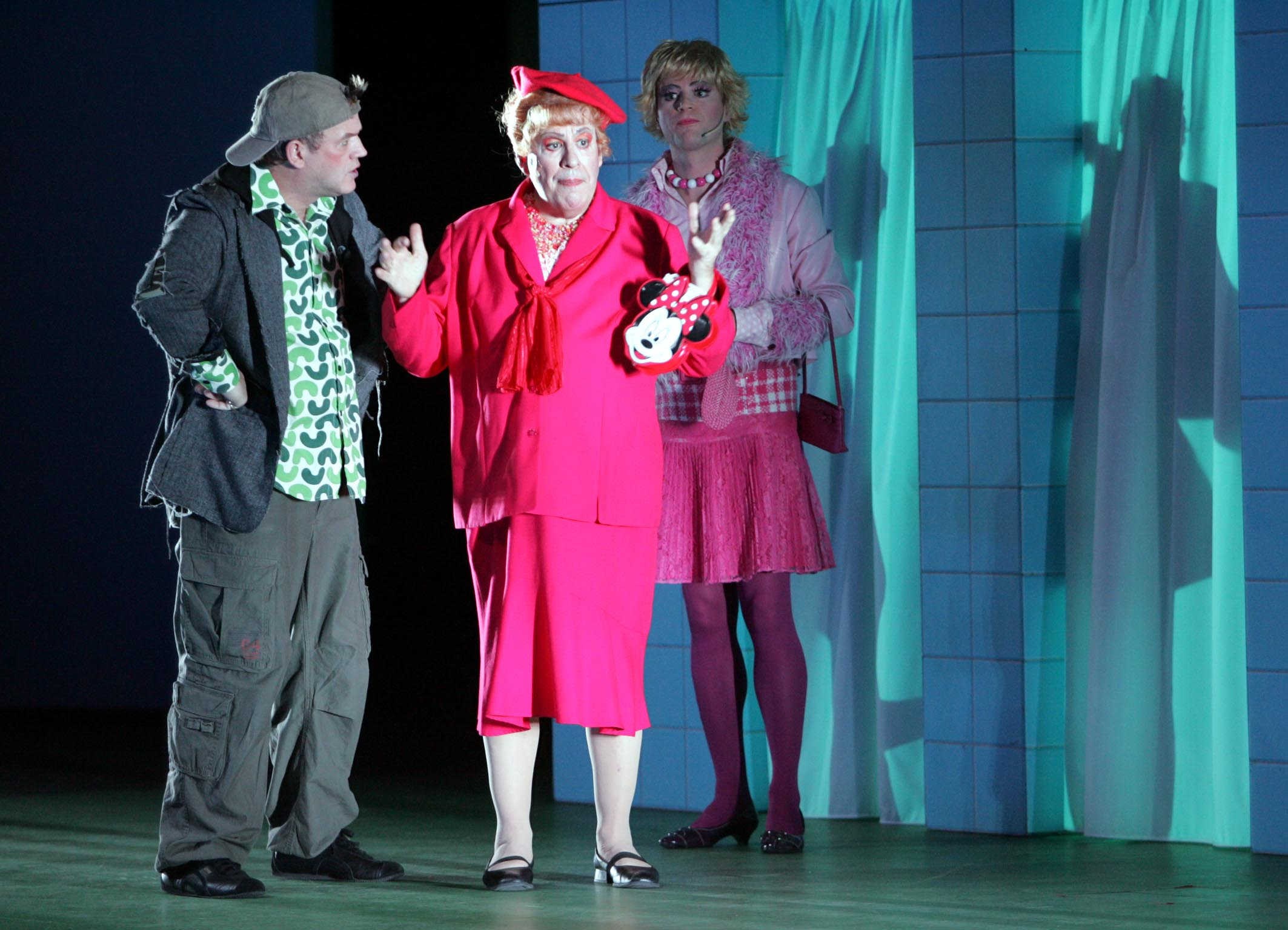
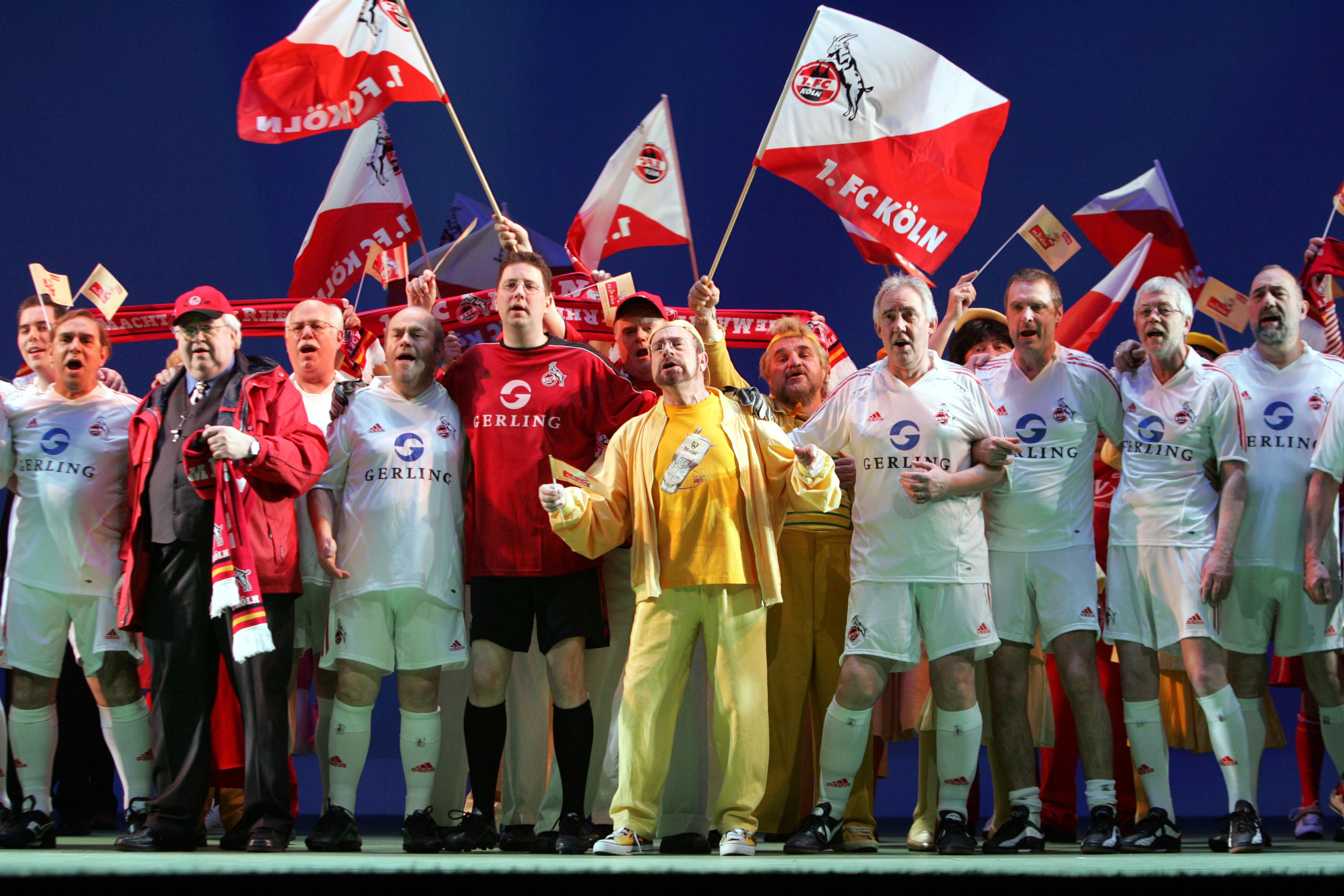

## Konzertreisen
Konzertreisen führten den Verein unter anderem in folgende Länder:
- Rumänien (2018)
- Polen (2006)
- China (2000)
- Sardinien (1998)
- Australien (1995)
- Jordanien (1994)
- Italien (1992, 1988, 1977, 1910, 1889)
- Sowjetunion (1989)
- Österreich (2025, 1987, 1927, 1901)
- Ungarn (1987)
- USA (1980)
- Finnland (1975)
- Japan (1973)
- Bulgarien (1972)
- Südafrika (1971)
- Frankreich (1970, 1855)
- Luxemburg (1968)
- Belgien (1967, 1950, 1847, 1845, 1844)
- Niederlande (1961)
- Wales (1961)
- England (1954, 1853)
- Schweiz (1950)

Konzertreisen in den letzten Jahren unternahm der KMGV in Deutschland u. a nach:
- Bayern, nach Regensburg und Passau (2003)
- Hamburg und Rellingen (2009 und 2011)
- Thüringen, nach Erfurt und Arnstadt (2011)